# Строганівка (Мелітопольський район)
Строга́нівка — село в Україні, у Приазовській селищній громаді Мелітопольського району Запорізької області. Населення становить 596 осіб.

## Географія
Село Строганівка розташоване за 180 км від обласного центру та 50 км від районного центру, на лівому березі річки Корсак, за 2 км від Азовського моря, вище за течією на відстані 6 км розташоване село Богданівка, на протилежному березі — село Ботієве.

## Історія
Село засноване у 1861 році.

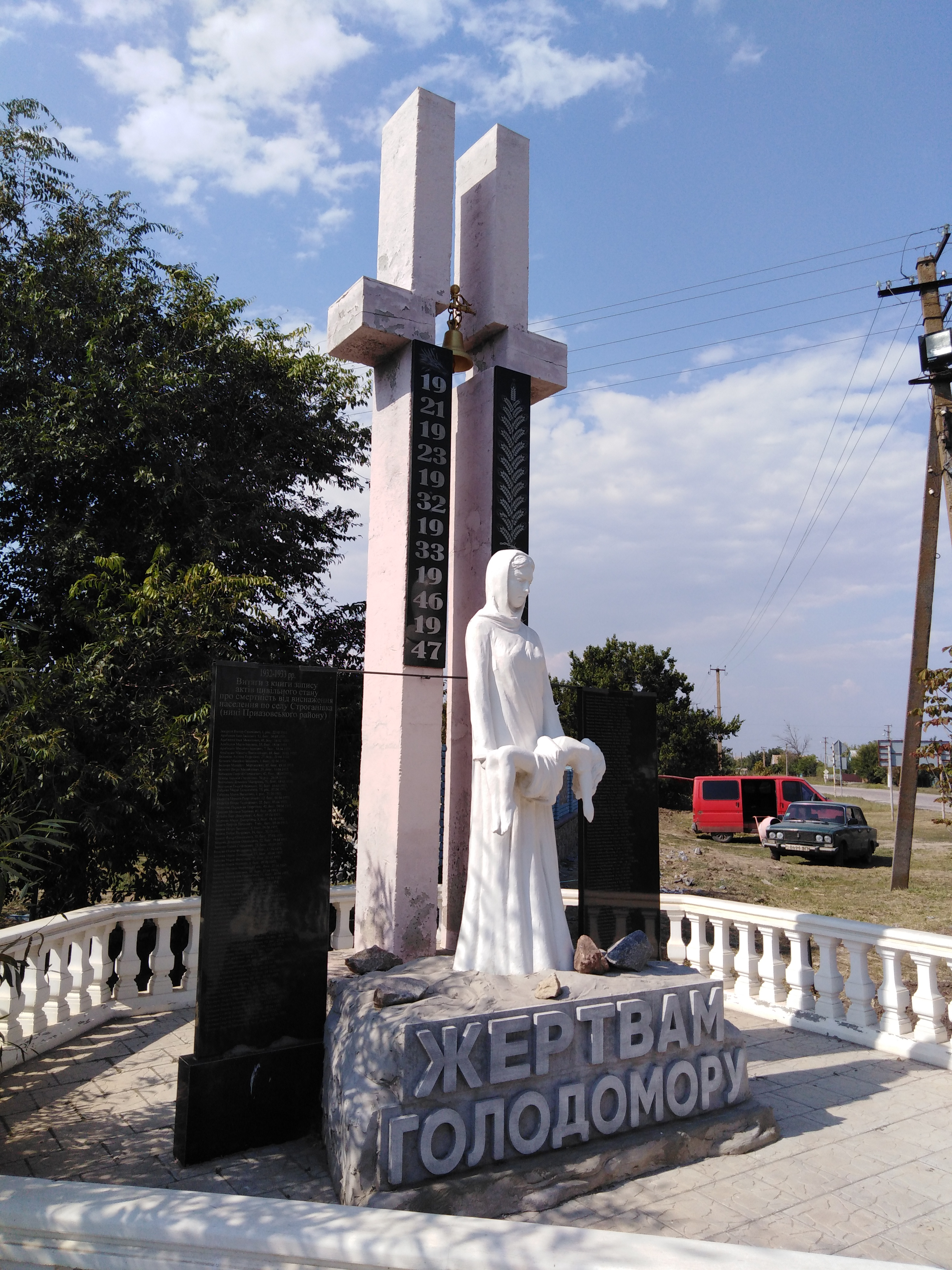
Пам'ятний знак, присвячений жертвам Голодомору

Під час організованого радянською владою Голодомору 1932—1933 років померло щонайменше 205 жителів села.
30 червня 2016 року, в ході децентралізації, село увійшло до складу Ботіївської сільської громади Приазовського району
12 червня 2020 року, відповідно до розпорядження Кабінету Міністрів України № 713-р «Про визначення адміністративних центрів та затвердження територій територіальних громад Запорізької області», Ботіївська сільська громада об'єднана з Приазовською селищною громадою.
17 липня 2020 року, в результаті адміністративно-територіальної реформи та ліквідації Приазовського району, село увійшло до складу Мелітопольського району.
У 1930-х роках минулого сторіччя у селі зруйнували місцеву церкву. Під час Другої світової війни місцеві жителі знову відбудовали церкву, але у 1960-х роках вона була остаточно закрита та розібрана. Храм Покрови Пресвятої Богородиці відновили вже за часів незалежності України. Будівництво велося від вересня 2009 року, освячений 14 жовтня 2010 року. Храм належав Українській православній церкві. Після початку повномасштабного вторгнення РФ і окупації священник ПЦУ був змушений виїхати з села, а сам храм окупанти передали Московському патріархату.

## Економіка
- Дитячий оздоровчий заклад «Чайка».
- Приватний пансіонат «Кристал-клас» (база відпочинку).

## Об'єкти соціальної сфери
- Клуб.
- Лікарня.
- Олександрівський парк[4]
- Храм Покрови Пресвятої Богородиці.

## Галерея

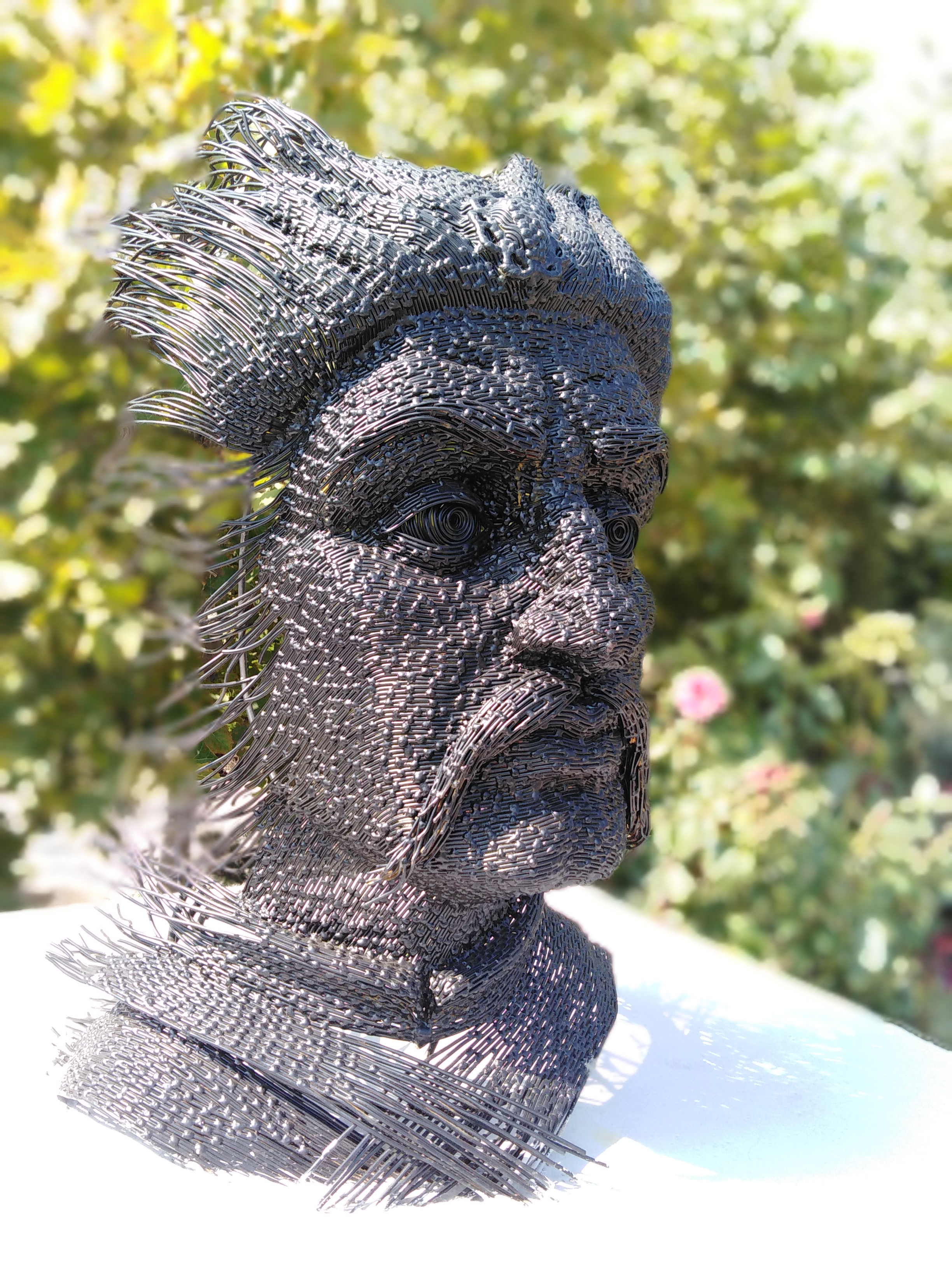
Погруддя Івана Богуна
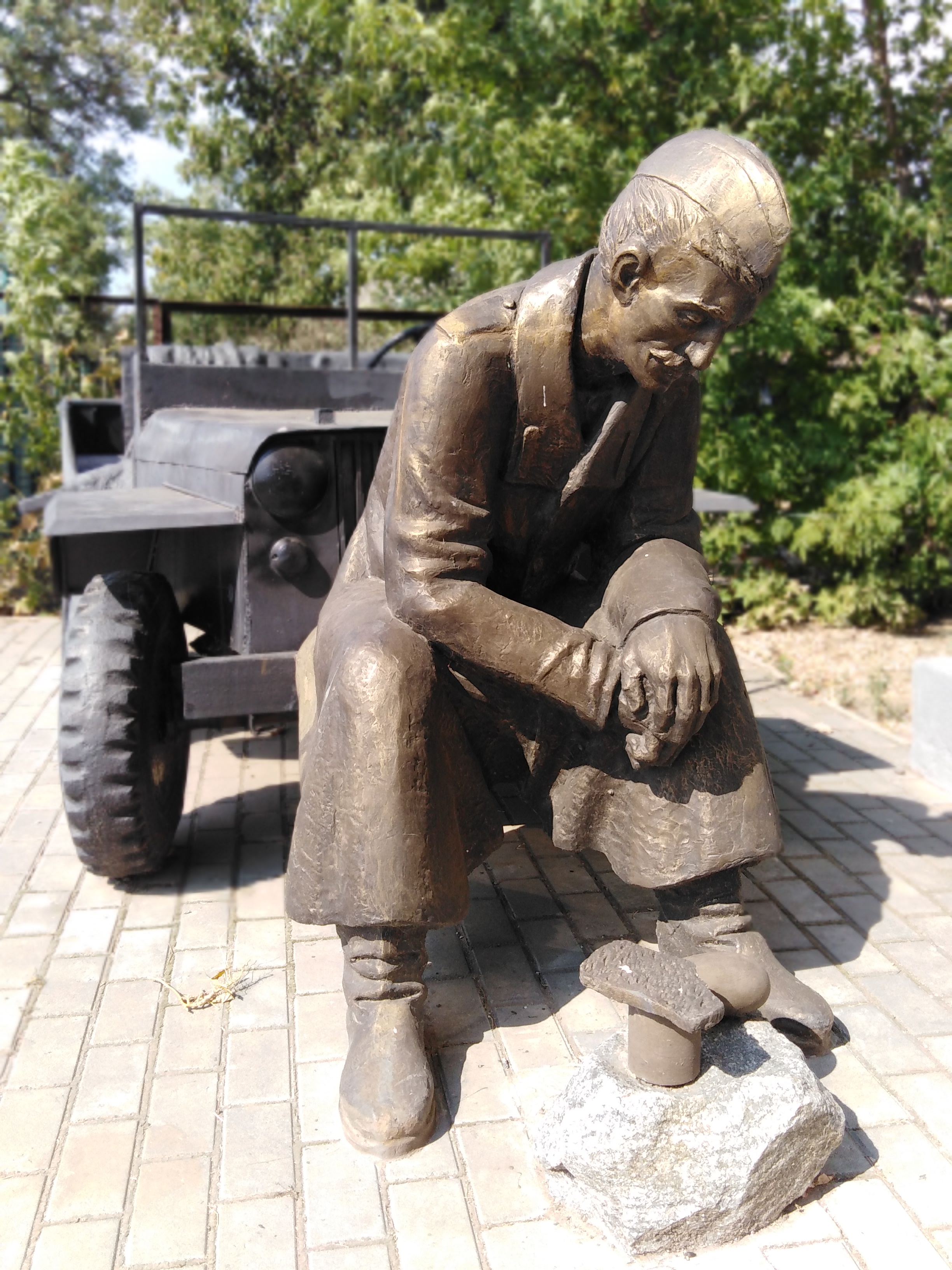
Пам'ятник військовикам, які брали участь у Другій світовій війні
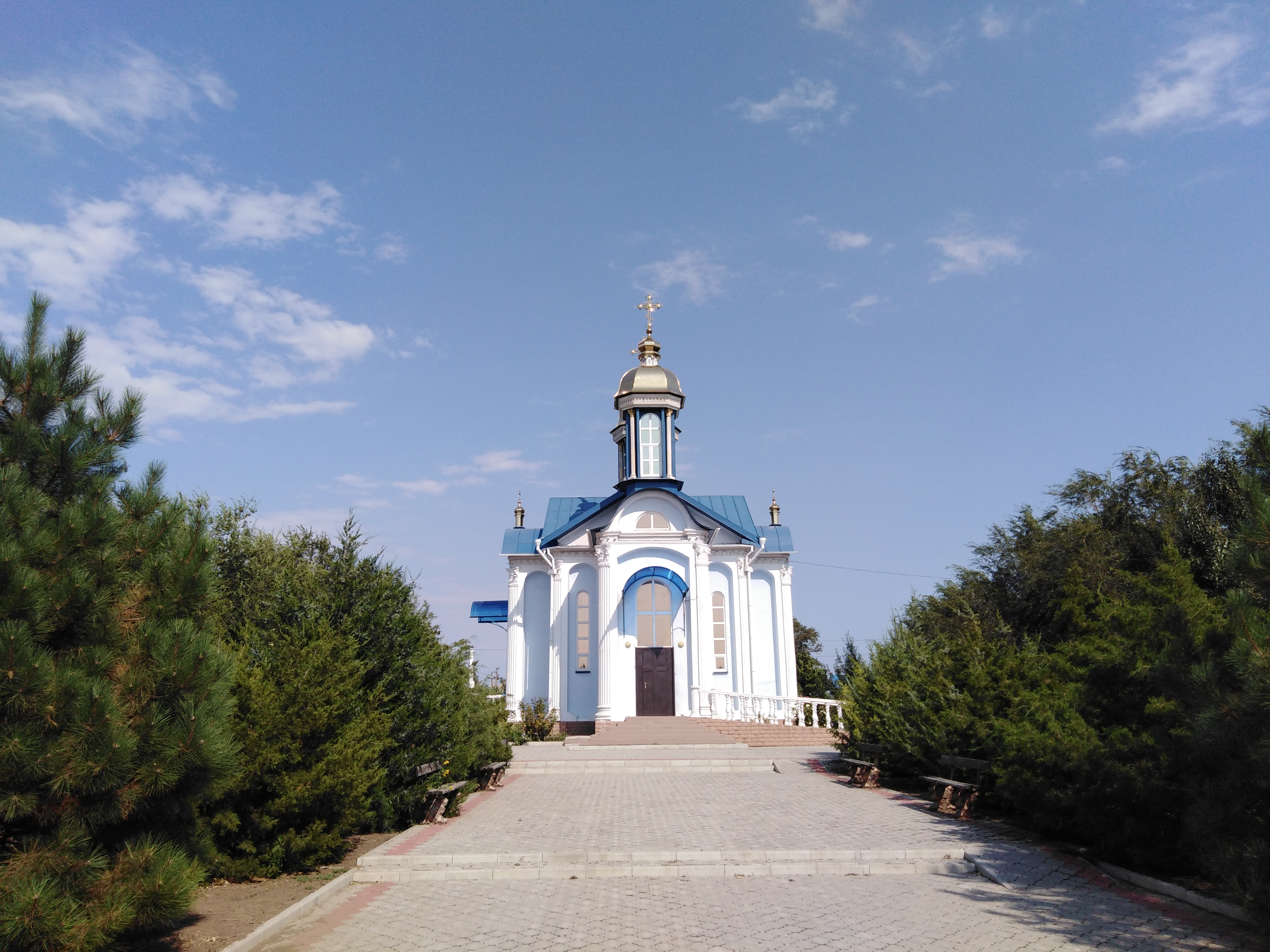
Церква Покрови Пресвятої Богородиці
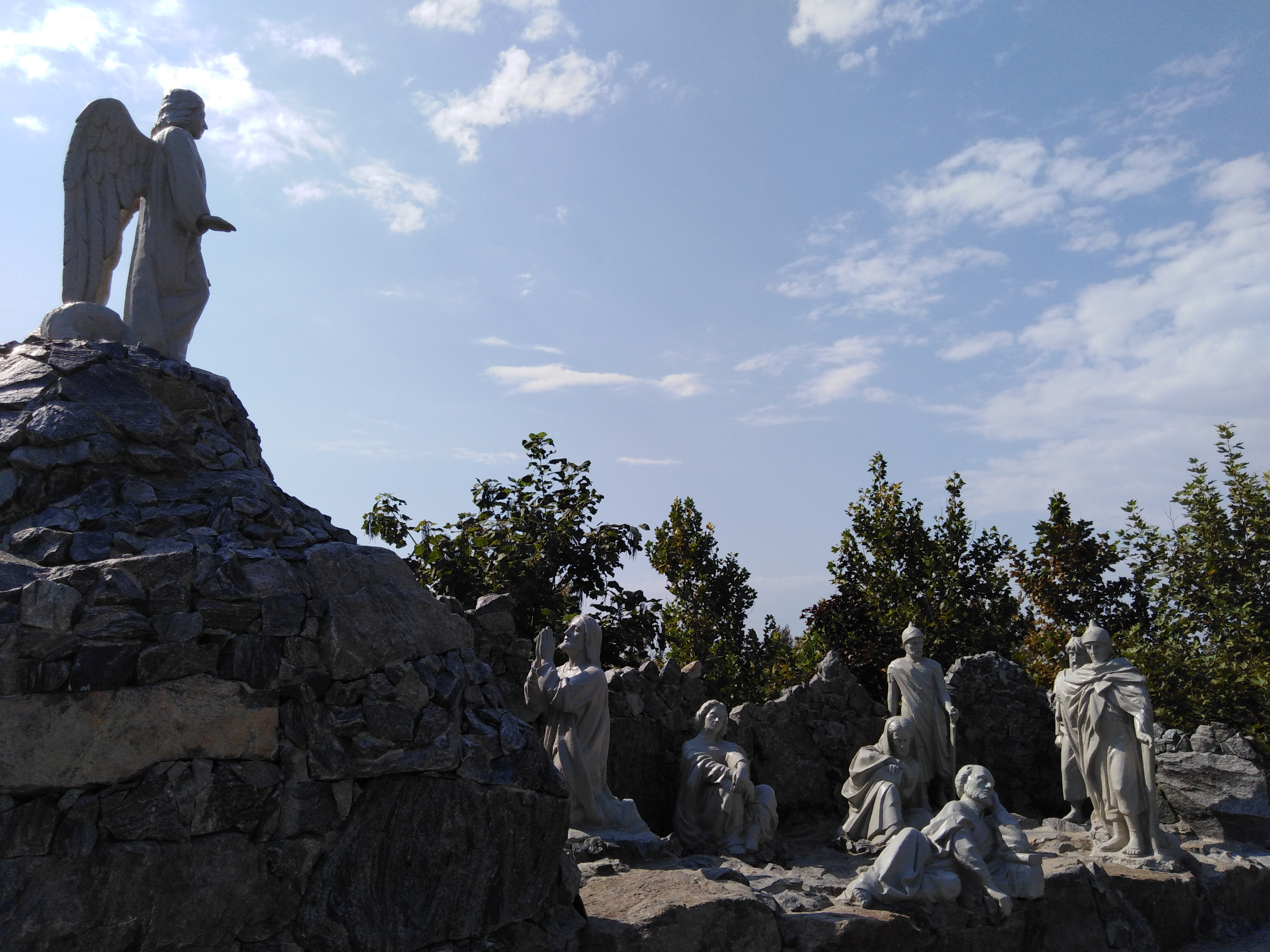
Композиція «Моління про чашу»